# Acte des manufactures
Lire en ligne

texte officiel

Loi des établissements industriels
L'Acte des manufactures ou Acte pour protéger la vie et la santé des employés des manufactures (Quebec Factories Act en anglais) est la première loi québécoise réglementant les conditions de travail des ouvriers dans les usines. Elle est présentée à l'assemblée législative par le procureur général de la province de Québec, Louis-Olivier Taillon et sanctionnée par le gouvernement du Québec le 9 mai 1885. Il faudra attendre mai 1888 avant la mise en place des premiers inspecteurs. 

## Contexte historique
Adoptée le 1885, cette loi fait suite à la sanction d'une loi similaire en Ontario l'année précédente, le Factory Act, qui elle-même est similaire au Factory and Workshop Act britannique de 1878.    

## Dispositions
Cette loi de protection de la santé et la sécurité des employés ne s'applique qu'aux usines comptant plus de 20 ouvriers. Elle met en place des normes de sécurité, de salubrité et d'aération minimales pour les usines. 
Cette législation interdit également le travail en usine aux garçons de moins de 12 ans et aux filles de moins de 14 ans. La loi limite les heures de travail des femmes de moins de 18 ans et des garçons de moins de 14 ans à 10 heures par jour et 60 heures par semaine.   